# Chalcoecia
Chalcoecia là một chi bướm đêm thuộc họ Noctuidae.

## Các loài
- Chalcoecia emessa Druce, 1889
- Chalcoecia gloria Schaus, 1911
- Chalcoecia harminella Dyar, 1920
- Chalcoecia heochroa Dyar, 1914
- Chalcoecia patina Dognin, 1922
- Chalcoecia patricia Schaus, 1911
- Chalcoecia rhodoxantha Dognin, 1908